# Ogma civellae
Ogma civellae is een rondwormensoort. De wetenschappelijke naam van de soort is voor het eerst geldig gepubliceerd in 1949 door Steiner.